# Tiki Gelanaová
Tiki Gelanaová (* 22. října 1987 Bekoji) je etiopská běžkyně na dlouhé tratě, olympijská vítězka v maratonu z roku 2012.
Mezi světovou maratonskou špičku se dostala na podzim roku 2011, kdy zvítězila v Amsterdamu v novém osobním rekordu 2.22:08. Výrazného zlepšení dosáhla na jaře roku 2012. Dne 15. dubna vyhrála maraton v Rotterdamu sedmým nejlepším časem v historii 2.18:58.
Při olympijském maratonu v Londýně 2012 byla v čele závodu ještě dva kilometry před cílem čtveřice běžkyň. Na členité trati a za deště měla nejvíce sil právě Gelanaová, která ve finiši porazila o pět sekund Keňanku Priscah Jeptoovou. Čas vítězky 2.23:07 znamenal zároveň nový olympijský rekord. Osobní rekord (2.23:29) vynesl bronz Rusce Taťjaně Petrovové Archipovové.

## Osobní rekordy
- Půlmaraton - 1.07:48 (2012)
- Maraton - 2.18:58 (2012)